# Hannah Reyes Morales
Hanna Reyes Morales (Manila, Filipinas, 1990) es una fotógrafa y fotoperiodista filipina especializada en documentar situaciones en crisis y conflictos, fundamentalmente de su país, lugar en el que radica, y su entorno más cercano. Sus trabajos se han publicado en medios internacionales como el National Geographic, el New York Times, The Guardian o el Washington Post, entre otros.

## Biografía
Hannah Reyes Morales se crio y creció huérfana de padre en su ciudad natal, Manila, capital de su país, y donde se licenció en Comunicación en la Universidad de Filipinas (Diliman). Interesada por la fotografía desde la adolescencia, durante sus estudios ya pudo realizar unas prácticas para la agencia “European Pressphoto” realizando reportajes diarios de las noticias de su país. Ya desde esos inicios se dejó ver su interés por las personas que sufrían situaciones adversas, aunque también realiza otros trabajos documentales de interés etnográfico y/o social.

## Premios y reconocimientos (selección)
- 2014. Premio National Geographic “Young Explorers”.
- 2017. Premio "Chris Hondros Memorial"